# ベルゴロドの旗

ベルゴロドの旗

ベルゴロドの旗（ベルゴロドのはた、Флаг Белгорода、Flag of Belgorod）は、ロシア連邦ベルゴロド州ベルゴロド市の公式シンボル（紋章とともに）の一つである。
この旗は、街の住民の団結と協力のシンボルである。
現在の旗は、1999年7月22日にベルゴロド市議会№321の決定により承認され、2002年に登録番号978の割り当てにより、ロシア連邦の国家紋章登録簿に登録されたものです。.

## 商品説明
ベルゴロド市の旗（青いキャンバスに下部に白いストライプ）は、後ろ足で立つ黄色のライオンと、その上に舞い上がる白いワシが描かれています。この街のシンボルは300年以上の歴史があり、ピョートル大帝の時代にまでさかのぼる。ポルタヴァの戦い（1709年）でスウェーデン軍に勝利したことを記念して、ロシア皇帝からベルゴロド市民に紋章が贈られたのである。1712年には、敵を打ち破ったベルゴロド連隊の旗に紋章のデザインが掲げられ、1727年には新しく設立された州のシンボルとなった。